# Blumenau Esporte Clube
Il Blumenau Esporte Clube, noto anche semplicemente come Blumenau, è una società calcistica brasiliana con sede nella città di Blumenau, nello stato di Santa Catarina.

## Storia
Il club è stato fondato il 19 luglio 1919. Il Blumenau ha partecipato al Campeonato Brasileiro Série C nel 1988, nel 1992, nel 1994, nel 1997 e nel 1998. Nel 1988, il club raggiunse la finale del Campionato Catarinense, dove perse la finale per il titolo con l'Avaí.

## Palmarès

### Competizioni statali
- Campeonato Catarinense Série B: 1

1987
- Campeonato Catarinense Série C: 2

2017, 2021